# 곤부역
곤부역(일본어: 昆布駅 콘부에키[*])은 일본 홋카이도 이소야 군 란코시정에 있는 홋카이도 여객철도 하코다테 본선의 철도역이다. 굿찬역에서 관리하고 있는 무인역이다.

## 역 구조
1면 1선의 단선식 승강장이 있는 지상역이다.

### 승강장
| ■ 하코다테 본선 | 삿포로 · 오타루 · 오샤만베 방면 |

## 역 주변
- 란코시 정사무소 곤부 출장소
- 곤부 우편국
- 시리베쓰 강
- 홋카이도 곤부 초등학교
- 니세코 온천향

## 역사
- 1904년 10월 15일 - 홋카이도 철도의 일반역으로 개업.
- 1907년 7월 1일 - 홋카이도 철도 국유화.
- 1974년 9월 5일 - 화물 취급 폐지.
- 1982년 3월 1일 - 수하물 취급 폐지 및 간이위탁화.
- 1986년 11월 1일 - 교행 설비 철거 및 운전 요원 철수.
- 1987년 4월 1일 - 일본국유철도 분할 민영화로 홋카이도 여객철도가 계승.
- 1992년 4월 1일 - 간이위탁 폐지, 무인화.
- 2007년 10월 - 역 번호 부여. S26.

## 인접한 역
| 홋카이도 여객철도 하코다테 본선 | 홋카이도 여객철도 하코다테 본선 | 홋카이도 여객철도 하코다테 본선 |
| ------------------------------- | ------------------------------- | ------------------------------- |
| S27 란코시 오샤만베 방면        | ■ 하코다테 본선                 | S25 니세코 오타루 방면          |